# Гавриїл (Розанов)
Архієпископ Гавриїл, в миру Василь Федорович Розанов (рос. Василий Фёдорович Розанов, 26 січня (6 лютого) 1781 — 8 (20) вересня 1858) — релігійний діяч у Російській імперії. Дослідник історії Степової України і Запорожжя.
Архієпископ Катеринославський, пізніше Херсонський Відомства православного сповідання Російської імперії.

## Біографія
Народився 26 січня 1781 року у селі Рождественне Костромської губернії в сім'ї сільського священика Костромської єпархії. У 1803 році закінчив семінарію Трійце-Сергіївої лаври. Працював вчителем у Костромській семінарії.
15 жовтня 1811 року постригся у ченці під іменем Гавриїл в Олександро-Нєвській лаврі Санкт-Петербурга, був висвячений в архімандрити і призначений префектом Вологодської семінарії, вчителем філософії і настоятелем Спасо-Каменського монастиря. Одночасно Гавриїл став бакалавром Петербурзької духовної академії. Працював ректором Вологодської та Ярославської семінарій.
1814 року був призначений на посаду ректора Вологодської семінарії, професора Богословських наук та настоятеля Спасо-Прилуцького монастиря. За плідну роботу у Вологді він був нагороджений орденом Святої Анни ІІ ступеня. З 1820 року перебував на посаді настоятеля Ярославського монастиря і ректора місцевої семінарії. З 1821 по 1828 рік був єпископом Орловським і Севським. Відзначивши його успішну діяльність, Священний Синод видав указ про переведення його до Катеринославської єпархії.
22 травня 1828 року Гавриїл отримав призначення на Катеринославську кафедру, яка за площею і населенням була однією з найбільших в імперії і охоплювала Катеринославську, Херсонську і Таврійську губернії. 31 грудня 1832 року став архієпископом.
9 травня 1837 року, у зв'язку з розподілом єпархії, був призначений архієпископом Херсонської і Таврійської єпархій з центром в Одесі. З 1 березня 1848 до лютого 1858 року — архієпископ у Твері.
Помер 8 вересня 1858 року в Желтиковому монастирі Тверської губернії.

## Діяльність

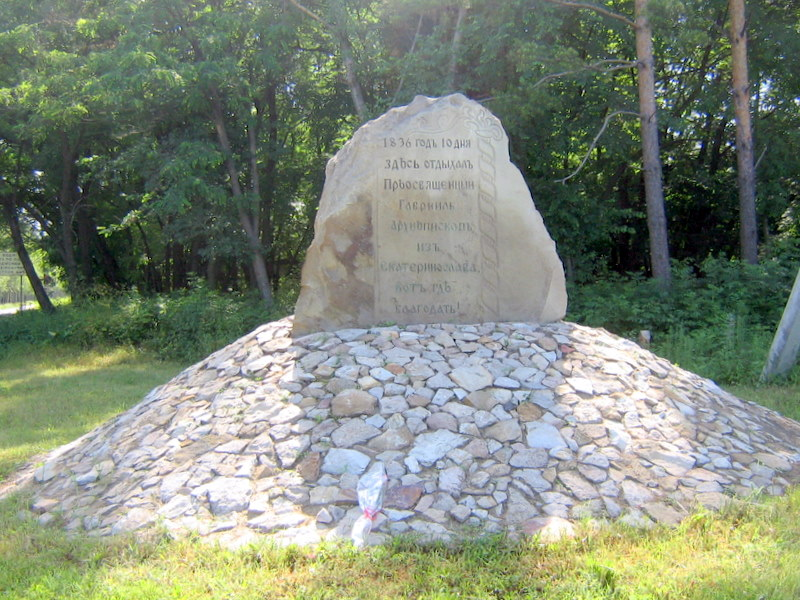
Пам'ятний камінь у Великоанадольському лісі на честь того, що там у 1836 році 10 днів відпочивав Архієпископ Гавриїл

Залишив по собі добру пам'ять на Катеринославщині. Саме завдяки його клопотанням був повністю відбудований і освячений у 1835 році Преображенський собор. Близько половини коштів, потрібних для його спорудження, було зібрано мешканцями міста. Будівництво храму стимулювало розвиток нагірної частини міста. За ініціативою Гавриїла старі і тісні дерев'яні споруди катеринославської семінарії були добудовані новим кам'яним флігелем, а згодом для семінарії придбали просторий кам'яний будинок.
Гавриїл першим розпочав цілеспрямовану працю дослідження історії Катеринославщини і Південної України в цілому. Він збирає архівні документи, розшукує рукописні і речові пам'ятки, — народні легенди, перекази, відомості старожилів. Знайдені історичні матеріали стали ґрунтовною базою його досліджень. З цих досліджень три стосуються історії Катеринославщини:
- «Устное повествование бывшего запорожца Никиты Леонтьевича Коржа» (1842);
- «Историческая записка о заложении в Екатеринославе соборного храма и начале самого города» (1846);
- «Историческая записка о Самарском Пустынно-Николаевском монастыре» (1838).

Головною працею його життя стали «Очерк повествования о Новороссийском крае, из оригинальных источников почерпнутый» (1857), де серед інших матеріалів є відомості про заснування найбільших міст Південної України, зокрема Катеринослава, історії його створення і будівництва, написаного на широкій базі історичних джерел.
Зберігся архів документів та рукописних заміток Розанова з історії заселення Півдня України та Криму.
Наступний період життя архієпископа (1837—1848), протягом якого в повній мірі розкрився його багатогранний талант церковного, наукового та культурного діяча розпочався в Одесі, коли він очолив новоутворену Херсонську і Таврійську єпархію. Там він успішно продовжив діяльність, націлену на розбудову церковних храмів, розвиток освіти і науки. Завдяки його зусиллям у 1844 був заснований жіночий монастир при Одеській Архангело-Михайлівській церкві з училищем для навчання та виховання малолітніх дівчаток-сиріт і доньок священнослужителів. Подібний заклад став першим у південному регіоні України. Важливим здобутком архієрея стало відкриття у 1838 в Одесі духовної семінарії, парафіяльного та повітового училищ. Опікувався архієпископ і розбудовою церковних храмів. Під час перебування в Одесі значно активізувалась і наукова діяльність Гавриїла. Цьому, в значній мірі, сприяло заснування у 1839 ОТІС, однією із завдань якого було оприлюднення історичних джерел і археологічних відомостей про Новоросійський край та Бессарабію. Уже в першому томі "Записок " ОТІС було опубліковано дві його роботи — «Переселення греків із Криму в Азовську губ. та заснування Готфійської і Кафійської єпархії» та «Залишки християнських цінностей в Криму. Повіт Феодосійський». У другому томі «Записок», була видана велика праця з історії церкви в південному регіоні — «Хронологічно-історичний опис церков єпархії Херсонської і Таврійської», яка є важливою для дослідження історії християнської церкви півдня України та історії заснування міст у регіоні. У 1848 змушений був залишити Одесу, отримавши призначення до Тверської єпархії. Там, поряд з церковною роботою, продовжувалась і його творча робота. У 1853 надіслав ОТІС свою найбільшу працю — «Уривок оповіді про Новоросійський край із оригінальних джерел взятий», де ретельно дослідив історію південного регіону, зокрема, особливості територіального устрою, процес заселення, заснування та розвиток міст, духовне управління та будівництво православних храмів тощо. У 1856 написав другу частину цього історичного твору, який з'явився на сторінках «Записок» ОТІС під назвою — «Продовження нарису про Новоросійський край» вже після смерті автора. Значне місце тут займають відомості про заснування та розбудову Катеринослава, Вознесенська, Одеси та інших міст краю, про будівництво козацького Самарського Пустельно-Миколаївського монастиря, про подорож Катерини ІІ до Катеринослава та Херсону. Заслуговує на увагу тематико-хронологічна послідовність наведених дослідником джерел. Історичні праці архієпископа є цінним внеском у вивчення Південної України, адже вплинули на формування наукових інтересів наступних дослідників.

## Праці
- Историческая записка о Самарском пустынно-Николаевском монастыре. — Одесса, 1838;
- Устное повествование Никиты Коржа. — Одесса, 1842;
- Переселение греков из Крыма в 1779 году в Азовскую губернию и основание Готфийской и Кафийской епархии // ЗООИД — 1844. — Т. 1. — Отд. І.;
- Грамота Петра І, 14 октября 1704 г. // ЗООИД — Т. І. — 1844;
- Историческая записка о женском одесском с девичьем училищем монастыре, читанная при собрании посетителей в день торжественного его открытия 9 мая 1844 года. — Одесса, 1844;
- Историческая записка о заложении в Екатеринославе соборного храма и начале самого города — Одесса, 1846; Остатки христианских древностей в Крыму, именно в Феодосийском уезде. // ЗООИД. — 1846. — Т. 1. — Отд. П-Ш;
- Гавриил. Хронологико-историческое описание церквей епархии Херсонской и Таврической // ЗООИД. — 1848. — Т. ІІ. — Отд. І;
- Отрывок повествования о Новороссийском крае из оригинальных источников почерпнутый //ЗООИД — 1853. — Т. ІІІ;
- Всеподданейшее донесение императрице Екатерине ІІ. Генерал-поручика Текелия, об уничтожении Запорожской Сечи // ЗООИД — 1853. — Т. ІІІ;
- Продолжение очерка истории о Новороссийском крае. Период с 1787 по 1837- й год //ЗООИД — 1863. — Т. V;
- Сборник Гавриила, архиепископа Екатеринославского, Херсонского и Таврического (Серафимов С. А.) //ЗООИД. — 1868. — Т. VІІ.